# Shenquan, Guangdong
Shenquan (kinesiska: 神泉) är en köping i sydöstra Kina. Den ligger i Huilai härad i staden Jieyang i provinsen Guangdong, omkring 310 kilometer öster om provinshuvudstaden Guangzhou. Antalet invånare är 80 149. Befolkningen består av 40 086 kvinnor och 40 063 män. Barn under 15 år utgör 30 %, vuxna 15-64 år 62 %, och äldre över 65 år 6,0 %.